# いすゞ・エルフUT
エルフUTはかつていすゞ自動車が製造販売していたセミウォークスルーバンタイプの自動車である。
スタイリッシュな外観と荷室容積の大きさから、商用車としての用途のみならず、2000年にはいすゞ関連会社によってキャンピングカーに改造された車両も発売された。また、ベース車のエルフ同様に日産自動車へもOEM供給され、アトラスMAXとして販売された。

## 概要
1996年11月にデビュー。開発呼称「155」。名前が示すように、エルフのラインナップの車種である。商品としてやや中途半端であったハイパックの反省が各部に生かされている。エルフルートバンに次ぐエルフのバンタイプのラインナップであるが、その外観はキャブオーバー型のエルフとは大きく異なり、欧州車のようにボンネット付きであることが大きな特徴である。定員は2名であった。
ヘッドランプユニットを流用したこともあり、顔つきは2代目ビッグホーンの初期型に似る。ちなみに、当時販売されていた5代目エルフのうち、販売台数の見込めなかったルートバンのみは4代目のキャブをほぼそのまま流用している。四輪駆動車は設定されなかった。
1999年（平成11年）8月、部分改良で平成10年自動車排出ガス規制と車両総重量3.5 t超クラスの中期ブレーキ安全規制への適合を図る。1.5 t積の4JG2型、2.0 t積の4HF1型共に、NOx、PM、黒煙の排出低減がなされた。また、燃料タンク表面を凹凸のある形状として強度を高め、吊り方の改良で衝突時などの燃料タンクの落下防止を図り、残量にあわせてタンク内圧を調整するロールオーバーバルブの追加で横転時の燃料漏れを防ぐなど、安全性が強化された。室内では、メーターを大型化して視認性を向上させ、オドメーターとトリップメーターを機械式から液晶表示へ変更した。
西日本車体工業により、路線バス仕様に改装された車両がある。この改造車の第1号車は西鉄バス佐賀が受託運行する佐賀県基山町循環バスとして採用され、のちに湖国バスが一般路線用および同社の受託運行の滋賀県山東町（現米原市）コミュニティバス「山東カモンバス」として採用した。
2001年（平成13年）10月に生産中止。デリバリーバンに特化したビギンに取って代わられ、UTは一代限りの車種となった。